# La Cour de récré : Rentrée en classe supérieure
Série
La Cour de récré : Les petits contre-attaquent
(2003)
Pour plus de détails, voir Fiche technique et Distribution.
La Cour de récré : Rentrée en classe supérieure (Recess: Taking the Fifth Grade) est un long-métrage d'animation des studios Disney. Sorti directement en vidéo le 9 décembre 2003, il est basé sur la série La Cour de récré et est une sorte de suite à La Cour de récré : Vive les vacances !, La Cour de récré : Les Vacances de Noël et La Cour de récré : Les petits contre-attaquent.

## Synopsis
Une toute nouvelle année scolaire débute pour TJ et sa bande mais ils apprennent avec stupéfaction qu'il n'y a plus de pizza à la cantine, plus de cour de récréation et plus de casiers. Lorsque Miss Finster devient leur professeur principal, TJ fait la promesse de protéger les valeurs de chaque enfant.

## Fiche technique
- Titre original : Recess: Taking the Fifth Grade
- Réalisation : Howy Parkins
- Production : Bart Jennett
- Société de production : Walt Disney Television Animation
- Société de distribution : Walt Disney Pictures
- Dates de sortie :
  - États-Unis : 9 décembre 2003

## Distribution

### Distribution  et voix originales
- Rickey D'Shon Collins : Vincent Pierre "Vince" LaSall
- Jason Davis : Michael "Mikey" Blumberg
- Ashley Johnson : Gretchen Grundler
- Andy Lawrence : Theodore Jasper "T.J." Detweiler
- Courtland Mead : Gastav Patton "Gus" Grizwald